# Тарангул (приток Киялы-Бурти)
Тарангул — река в Казахстане, протекает в Мартукском районе Актюбинской области. Длина реки — 24 км.
Начинается в холмистой местности в урочище Малк. Течёт, петляя, в общем юго-восточном направлении по открытой местности. В верховьях на реке имеется пруд. Устье реки находится в 62 км по левому берегу реки Киялы-Буртя у населённого пункта Бурта на высоте около 240 метров над уровнем моря. На реке стоит село Кызылжар.
Основной приток, Жосасай, впадает справа вблизи устья. В низовьях по левому берегу есть несколько родников.